# Besser kann ich es nicht erklären
Besser kann ich es nicht erklären ist das fünfte Studioalbum der deutschen Singer-Songwriterin Madeline Juno.

## Entstehung und Artwork

### Entstehung
Alle Stücke des Albums wurden von Madeline Juno selbst, in Zusammenarbeit mit wechselnden Koautoren, geschrieben. Die meisten Titel entstanden in Zusammenarbeit mit dem Berliner Musiker Joschka Bender und dem Koblenzer Sänger Wieland Stahnecker (Blinker). Juno schrieb mit beiden zusammen je sieben Titel. Weitere fünf Autorenbeteiligungen entstammen der Zusammenarbeit mit dem Stuttgarter Singer-Songwriter Steven Bashir und dem Braunschweiger Autoren und Musikproduzenten Alexander Knolle (Alex Lys). Darüber hinaus schrieb sie je zwei Titel mit dem Sänger Max Giesinger (Jedes Mal und Nur kurz glücklich) und dem Gitarristen Steffen Graef (Es hat sich gelohnt und Jedes Mal) sowie je einen mit Klaus Sahm (Jedes Mal) und der Musikproduzentin Hanni Schäfer (Es hat sich gelohnt).
Für die Produktion zeichnete weitgehend Bender verantwortlich, der an neun von 15 Produktionen beteiligt war. Während er zwei Produktionen gemeinsam mit Graef tätigte (Es hat sich gelohnt und Jedes Mal), stammen die übrigen sieben Titel unter der eigenständigen Leitung von Bender. Weitere fünf Titel wurden eigenständig von Lys produziert. Des Weiteren entstammt mit Neukölln eine Produktion aus der Zusammenarbeit von Juno und dem Berliner Bassisten Marco Lesche.
Bender und Lys waren darüber hinaus für den größten Teil der restlichen Studioarbeit zuständig. So ist Bender bei neun Titeln an der Gitarre und dem Keyboard zu hören, war zugleich für die Programmierung dieser Titel zuständig und fungierte als Tonmeister. Lys ist als Instrumentalist in fünf Liedern zu hören, darunter ebenfalls an der Gitarre und dem Keyboard. Wie auch Bender war er bei den Liedern für die Aufnahme und Programmierung zuständig. Das Mastering erfolgte durch GKG Mastering in Freising, unter der Leitung des Studioinhabers Ludwig Maier. Bei dem Titel November stand ihm Björn Edelmann zur Seite. Abgemischt wurde das Album je zur Hälfte durch Yunus „Kingsize“ Cimen (8 Titel) und Ralf Christian Mayer (7 Titel). Kingsize erhielt bei dem Lied Neukölln Unterstützung durch Marco Lesche. Neben ihrer Autorentätigkeit war Juno zusammen mit Lesche für die Aufnahme und Programmierung von Neukölln zuständig. Weitere Aufnahmen stammen von Graef, der als Tonmeister bei Es hat sich gelohnt und Jedes Mal fungierte und zugleich die Programmierung bei Es hat sich gelohnt übernahm. Neben Bender und Lys sind sieben weitere Instrumentalisten beteiligt gewesen und spielten Gitarre, Keyboard, Piano und Schlagzeug, darunter der namhafte Musiker Sahm am Keyboard im Lied Neukölln.
Bender arbeitet bereits seit The Unknown, dem Debütalbum aus dem Jahr 2014, mit Juno zusammen und war seitdem in diversen Tätigkeiten an verschiedenen Alben beteiligt. Für The Unknown wurde er als Gitarrist und Tonmeister engagiert. An DNA wirkte er als Komponist und Liedtexter mit, an Was bleibt erneut als Gitarrist. Darüber hinaus ist Bender seit Junos Karrierebeginn festes Mitglied ihrer Liveband. Mit dem Multiinstrumentalisten Sahm arbeitete Juno ebenfalls schon für The Unknown zusammen, damals spielte er für sie das Keyboard und Piano ein. Die weiteren Autoren und Produzenten Bashir, Giesinger, Graef, Lesche, Lys, Schäfer und Stahnecker sind erstmals an einer Produktion von Juno beteiligt.

### Artwork
Auf dem Frontcover des Albums ist – neben Künstlernamen und Albumtitel – Juno zu sehen. Es setzt sich aus drei zerrissenen Porträtfotos zusammen. In der Mitte befindet sich der größte Ausschnitt, der Juno leicht schräg von vorne, bis unterhalb der Brust, zeigt. Sie trägt ein weißes Oberteil, hat ihren linken Arm angewinkelt und die Hand auf der rechten Schulter liegen. An der linken oberen Seite ist ein Ausriss angebracht, der Teile von Junos Gesicht vergrößert darstellt. An der rechten Seite ist ein Ausriss angebracht, der nochmal Junos linke Körperhälfte, aus einer anderen Kameraeinstellung zeigt. Weitere Bildaufnahmen sind im dazugehörigen Begleitheft zu finden. Das Artwork entstammt von dem Berliner Grafikdesigner Max Binski, die Fotografien von Danny Jungslund und Simon Stöckl. Am 30. Juli 2021 präsentierte Juno erstmals das Coverbild.

## Veröffentlichung und Promotion

### Veröffentlichung

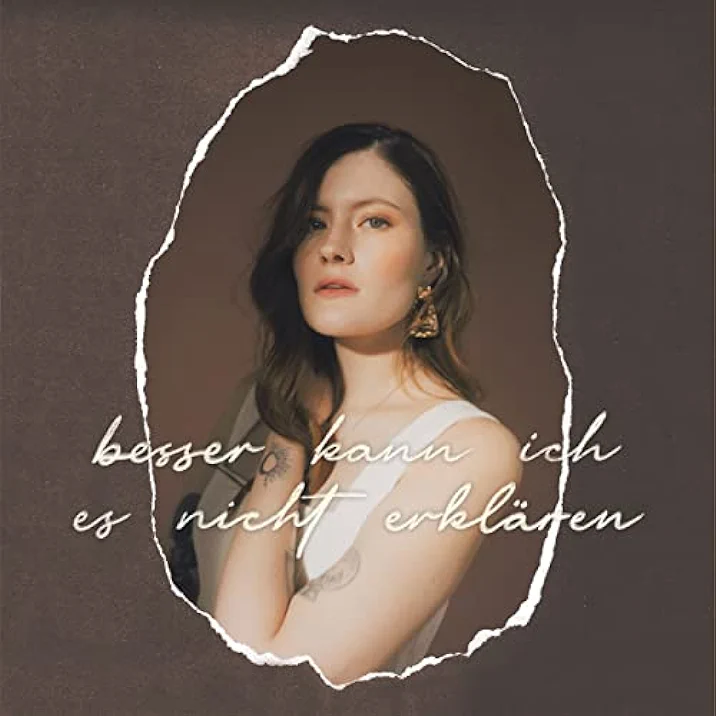
Frontcover der Deluxeversion

In einer Sprachnachricht, die Juno über ihren Instagram-Kanal publizierte, verkündete sie, dass sie beschlossen habe, das kommende Album in anderer Form zu veröffentlichen, als es bei den Vorherigen der Fall gewesen sei. Sie wolle das Album in EPs aufteilen und später erst in einer „großen Platte“ zusammenfassen. Dazu präsentierte sie am 9. April 2021 die erste EP Bevor ich dich vergesse, die sie selbst als „Heartbreak Seite“ (englisch für „Herzschmerz Seite“) bezeichnete. Fünf der sechs Titel schafften es schlussendlich auch auf das Album. Am 16. Juni 2021 erschien mit She Inspired Me die zweite EP. Aus dieser EP, die sich aus deutsch- und englischsprachigen Titeln zusammensetzt, schaffte es nur Tu was du willst auf Besser kann ich es nicht erklären.
Die Erstveröffentlichung von Besser kann ich es nicht erklären erfolgte am 14. Januar 2022 durch Embassy of Music. Juno bestätigte die Veröffentlichung erstmals in einem Instagram-Beitrag am 30. Juli 2021, in dem die Fertigstellung und den Titel des Albums bestätigte, fortan stand es auch zur Vorbestellung bereit. Das Album erschien als CD, Download und Streaming, für den Vertrieb war Tonpool zuständig. Alle Lieder des Albums wurden durch Universal Music Publishing verlegt, sieben Titel wurden in Kooperation mit BMG Rights Management publiziert. Des Weiteren sind bei je fünf Titeln Budde Music, Edition Novemberkind und Sony/ATV, bei zwei Titeln der Reiseleiter Musikverlag sowie bei einem Peermusic am Verlag beteiligt. Das Album besteht aus 15 neuen Studioaufnahmen und erschien in zwei Variationen. Neben dem regulären Album erschien zeitgleich ein „Fan-Bundle“, das lediglich über den eigenen Merchandise-Shop von Juno vertrieben wurde. Das Fan-Bundle enthält als Merchandise neben der CD eine Autogrammkarte, ein Polaroidbild, ein selbst designtes T-Shirt und ein 30cm×30cm großes „Art-Print“, mit einem von Juno selbst entworfenem und gezeichnetem Design. Die Autogrammkarte und das Polaroid sind signiert. Auf der Rückseite des Art-Prints findet sich eine händische Nummerierung sowie Signatur wieder. Das Art-Print und das T-Shirt sind exklusiv nur im Fan-Bundle erhältlich. Für das Polaroid schlug Juno vier Bilder vor, worüber die Fans per Instagram abstimmen konnten, welches Teil des Fan-Bundles werden soll. Das Fan-Bundle ist auf 1000 Exemplare limitiert und war am Tag des Erscheinens ausverkauft.
Am 20. Januar 2022 erschien ein weiteres limitiertes Fan-Bundle. Dieses setzt sich aus einer signierten CD und einem Kapuzenpullover, mit ebenfalls eigenem Design, zusammen. Ein weiteres Bundle erschien am 22. Juli 2022, das aus zwei Vinylplatten und einem weiteren selbst designten T-Shirt besteht. Es handelte sich dabei um die erste Vinylveröffentlichung von Juno. Neben dem regulären Album, ist diese Ausgabe um sechs Akustikaufnahmen, darunter drei Duette erweitert worden. Eine Woche später erschien dieses Bundle als Besser kann ich es nicht erklären (Deluxe) in digitaler Form.

### Promotion
Auftritte und Promo
Am 15. April 2021 war Juno Teil der ZDF-Musikshow Stay Live, bei der sie ein Mini-Konzert mit sechs Titeln spielte. Hierbei präsentierte sie neben drei alten Liedern (Borderline, Grund genug und Schatten ohne Licht) mit Lass mich los, Obsolet und Über Dich auch drei Titel des Albums, die zugleich TV-Premiere feierten. Letztgenanntes Lied sang sie im Duett mit LEA.
Nach den Singleveröffentlichungen von Obsolet, Über Dich und Lass mich los wurde Juno von Spotify zum Cover der „Deutschpop Playlist“ auserwählt. Bei iTunes wurde sie ebenfalls nach Erscheinen von Obsolet und des Albums für das Cover der „Deutschpop Playlist“ auserwählt. Am 13. Mai 2022 erschien eine Ausgabe der DLXM Session mit Juno. Nach diesem Auftritt waren in den folgenden Monaten kurze musikalische Einspieler aus der Show in diversen Werbeunterbrechungen des Senders zu sehen.
Neben den regulären Musikvideos veröffentlichte Juno zwischen dem 2. Juli 2021 und 29. Juli 2022 Musikvideo zu den Akustikversionen von 99 Probleme, Normal fühlen, November, Obsolet und Vermisse gar nichts. Von allen auf der Deluxeversion erschienenen Akustikaufnahmen wurde lediglich kein Video zu Nur kurz glücklich gedreht, dafür erschien eines zu Tu was du willst, was wiederum nicht auf dem Album erschien. Die Videos zeigen lediglich Juno mit ihren Duettpartnern, die die Lieder in akustischer Form darbieten. Begleitet werden sie dabei unter anderem von den Musikern Samira Aly, Steven Bashir, Joschka Bender und Wieland Stahnecker am Cello, der Gitarre und dem Klavier. Das Projekt wurde durch Initiative Musik unterstützt, die Produktion des Videos erfolgte durch Julian Larsson.
Spotify Equal
Am 2. Juni 2021 wurde bekannt, dass Juno Teil der Kampagne Spotify Equal sein wird, einem internationalen Musikprogramm, mit dem Spotify die Gleichberechtigung von Künstlerinnen in der Musikbranche unterstützt. In diesem Rahmen setzte Spotify gemeinsam mit Juno und ihrem Label Embassy of Music eine vierwöchige Kampagne unter dem Motto „#SheInspiredMe“ um. Damit sollte auf die „wichtige Rolle“ weiblicher Vorbilder in der Musikbranche aufmerksam gemacht werden. Die Kampagne fand sowohl auf Spotify als auch auf den offiziellen Social-Media-Kanälen von Spotify D-A-CH und Juno statt, besonderer Fokus lag dabei auf dem deutschsprachigen TikTok-Kanal von Spotify. Um ihre musikalischen Vorbilder zu ehren, veröffentlichte Juno auf ihrer EP She Inspired Me – im Rahmen von Spotify Equal – mit Drive Darling (BOY) und Last Hope (Paramore) zwei Coverversionen von Künstlerinnen, die ihren Werdegang, das Texten und „Künstlerin-Sein“ stark geprägt haben. Am 16. Juni 2021 zierte Juno, im Rahmen von Spotify Equal, eine LED-Werbefläche am Times Square in New York City. Ab dem 18. Juni 2021 rief Spotify gemeinsam mit Juno zur „TikTok-Challenge“ rund um das Thema „weibliche Vorbilder“ auf. Damit fand die erste „große Kampagne“ auf dem neuen deutschsprachigen TikTok-Kanal von Spotify D-A-CH statt. In kurzen Sequenzen nannte Juno ihre verschiedenen weiblichen Vorbilder und dankte ihnen für deren Inspiration und Einfluss. Juno und Spotify riefen die Follower dazu auf, Lieder ihrer persönlichen Vorbilder unter dem Hashtag „#SheInspiredMe“ zu teilen. Das Finale bildete eine Liveübertragung auf dem TikTok-Channel am 28. Juni 2021, bei dem Juno gemeinsam mit Miriam Davoudvandi als Moderatorin sowie der Sängerin Luna über ihre Musik und inspirierenden weiblichen Vorbilder sprachen.

## Inhalt

### Titelliste und Stil
Alle Liedtexte des Albums sind in deutscher Sprache verfasst und stammen von Madeline Juno, die die Stücke zusammen mit wechselnden Koautoren schrieb. Das Stück Plot Twist (englisch für „Handlungswechsel“) verfügt über einen englischsprachigen Titel, der Text ist jedoch auf Deutsch. Musikalisch bewegen sich die Lieder im Bereich der Popmusik. Juno beschrieb die Titelliste als die letzten paar Jahre ihres Lebens und eine Menge „weirde Ecken“ in ihrem Kopf. Juno rekapituliert auf dem Großteil des Albums eine vergangene Liebesbeziehung, die „recht unverhofft“ und „bitter“ in der Nacht per Handy beendet wurde (Neukölln). Das Hauptaugenmerk liegt dabei auf dem Thema „Mental Health“ (englisch für „Psychische Gesundheit“), vor allem ihren Ängsten und der Depression an der sie seit Jahren leide. Den damit verbundenen Schmerz, die Selbstzweifel, Trauer und Wut verpackt sie unter anderem in „poppige Upbeat-“ oder auch „seichte“ und „reduzierte“ Piano-Balladen (Jedes Mal). Dabei wechselt sie in der Verarbeitung ihres „Herzschmerzes“ zwischen Vermissen, Selbstvorwürfen und dem Blick nach vorn.
In Nur kurz glücklich wird Juno vom Koautoren Max Giesinger gesanglich unterstützt. Es ist das erste Mal, dass es ein Duett auf ein Album von Juno schaffte. Juno revanchierte sich, in dem sie im Gegenzug auf Giesingers viertem Studioalbum Vier als Featuring zu hören ist. Für dieses nahmen sie den Titel Hotel auf, der erstmals am 12. November 2021 erschien. Bereits vor den beiden Aufnahmen sangen Giesinger und Juno zusammen, so sangen sie unter anderem mit Ins Blaue ein Liveduett bei Giesingers Konzert in der Offenburger Oberrheinhalle am 21. Oktober 2017.
Auf der „Deuluxe-Edition“ befinden sich sechs akustische Aufnahmen aus Besser kann ich es nicht erklären, von denen Juno drei Titel im Duett aufnahm. Das Lied November nahm sie neu mit der österreichischen Sängerin Esther Graf auf, Normal fühlen sang Juno neu mit dem an der Produktion beteiligten Alex Lys ein und Vermisse gar nichts mit der Berlinerin Wilhelmine.
| #  | Titel                                            | Autor(en)                                                     | Produzent(en)                 | Länge |
| -- | ------------------------------------------------ | ------------------------------------------------------------- | ----------------------------- | ----- |
| 1  | Neukölln                                         | Madeline Juno                                                 | Madeline Juno, Marco Lesche   | 3:52  |
| 2  | Obsolet                                          | Steven Bashir, Madeline Juno, Alexander Knolle                | Alexander Knolle              | 3:03  |
| 3  | Jedes Mal                                        | Max Giesinger, Steffen Graef, Madeline Juno, Klaus Sahm       | Joschka Bender, Steffen Graef | 3:14  |
| 4  | Tu was du willst                                 | Joschka Bender, Madeline Juno, Wieland Stahnecker             | Joschka Bender                | 3:11  |
| 5  | Über Dich                                        | Steven Bashir, Madeline Juno, Alexander Knolle                | Alexander Knolle              | 3:04  |
| 6  | Lass mich los                                    | Joschka Bender, Madeline Juno, Wieland Stahnecker             | Joschka Bender                | 3:50  |
| 7  | November                                         | Joschka Bender, Madeline Juno, Wieland Stahnecker             | Joschka Bender                | 3:03  |
| 8  | Normal fühlen                                    | Steven Bashir, Madeline Juno, Alexander Knolle                | Alexander Knolle              | 3:10  |
| 9  | 99 Probleme                                      | Joschka Bender, Madeline Juno, Wieland Stahnecker             | Joschka Bender                | 3:34  |
| 10 | Sommer, Sonne, Depression                        | Joschka Bender, Madeline Juno, Wieland Stahnecker             | Joschka Bender                | 3:04  |
| 11 | Nur kurz glücklich (feat. Max Giesinger)         | Steven Bashir, Max Giesinger, Madeline Juno, Alexander Knolle | Alexander Knolle              | 2:58  |
| 12 | Es hat sich gelohnt                              | Steffen Graef, Madeline Juno, Hanni Schäfer                   | Joschka Bender, Steffen Graef | 4:15  |
| 13 | Plot Twist                                       | Joschka Bender, Madeline Juno, Wieland Stahnecker             | Joschka Bender                | 3:00  |
| 14 | Vermisse gar nichts                              | Steven Bashir, Madeline Juno, Alexander Knolle                | Alexander Knolle              | 2:55  |
| 15 | Du fändest es schön                              | Joschka Bender, Madeline Juno, Wieland Stahnecker             | Joschka Bender                | 3:42  |
|    | Deluxe-Edition                                   |                                                               |                               |       |
| 16 | Obsolet (Akustik)                                | Steven Bashir, Madeline Juno, Alexander Knolle                | Alexander Knolle              | 3:38  |
| 17 | November (Akustik) (feat. Esther Graf)           | Joschka Bender, Madeline Juno, Wieland Stahnecker             | Joschka Bender                | 3:09  |
| 18 | Normal fühlen (Akustik) (feat. Alex Lys)         | Steven Bashir, Madeline Juno, Alexander Knolle                | Alexander Knolle              | 3:24  |
| 19 | 99 Probleme (Akustik)                            | Joschka Bender, Madeline Juno, Wieland Stahnecker             | Joschka Bender                | 4:00  |
| 20 | Nur kurz glücklich (Akustik)                     | Steven Bashir, Max Giesinger, Madeline Juno, Alexander Knolle | Alexander Knolle              | 3:08  |
| 21 | Vermisse gar nichts (Akustik) (feat. Wilhelmine) | Steven Bashir, Madeline Juno, Alexander Knolle                | Alexander Knolle              | 3:15  |

### Track-by-Track
Neukölln
Neukölln ist dem gleichnamigen Berliner Stadtteil gewidmet und sei das komplette Gegenteil von Du fändest es schön. Juno singt davon, dass sie „nie wieder“ in den Stadtbezirk zurückkehren wolle. Sie wolle nie wieder fühlen, was sie vergessen wolle: Eine Liebesbeziehung mit jemandem, der nachts um 03:00 Uhr mit ihr per Telefon Schluss gemacht habe, sich nie wieder gemeldet habe und sie ohne Erklärung zurückließ. Juno beschrieb das Lied als „Fucking Sad“ (englisch für „verdammt traurig“) und möglicherweise als einen ihrer „persönlichsten“ Titel, den sie bis dato geschrieben habe. Neukölln sei die „Vorgeschichte“, sozusagen der „Prolog“ und Anstoß des Albums.
Obsolet
Obsolet ist ein „autobiografisches Trennungslied“. Juno selbst gab an, dass sie an jemanden geraten sei, in den sie sich „sehr“ verliebt habe und mit dem sie „viele Jahre“ verbracht habe. Diese Person liebe jedoch am meisten sich selbst und spreche wahrscheinlich aus dem Grund nicht mit anderen über persönliche Dinge, sondern eher über sich selbst („Dein bester Freund sagt, dass du nie wirklich ein Wort Über mich verlor’n hast“). Absurderweise habe Juno das gewusst, sie habe jedoch immer Gründe gefunden zu sagen: „aber das ist ja weil …“, „ist schon okay weil …“ oder auch „das meint er nicht so weil …“, sie habe ja gewusst, dass er es anders gemeint habe. Alle guten Gefühle aus dieser Beziehung seien noch am leben, sie spüre keinen Hass, denn dieser würde sie auch nicht weiterbringen. Die Trennung sei möglicherweise auf die „schlimmste Art und Weise“ das Beste, was ihr je passiert sei. Sie selbst hätte diese Beziehung niemals verlassen, weil darin so viel „vorgefallen“ sei – und sie habe immer verziehen. Juno wolle mit dem Lied aufzeigen, dass sich hinter dem schlimmsten Schmerz am Ende unfassbar viel gutes und lehrreiches verbergen könne. Wenn man zuließe, es als Chance zu sehen, daran zu wachsen, statt daran kaputt zu gehen. Nach der Veröffentlichung des Albums gab Juno an, dass es ihr „Lieblingssong“ aus dem Album sei.
Jedes Mal
Im Jedes Mal beschreibt Juno eine Beziehung, in der sie wie ein „offenes Buch“ gewesen ist, während ihr Partner ein „Labyrinth“ war, in der ständig sie Tür zufiel. Sie habe ihn verteidigt und verziehen, hätte sich für ihn kaputt gemacht, doch er hat sie „plötzlich“ ohne „Signal“ verlassen. Sie beschreibt die Wunden und den Schmerz, die so eine Trennung mit sich bringt. Es geht um die Angst, dass sie jedes Mal dieses Gefühlschaos erleiden müsse beziehungsweise dass ihr das immer wieder erfahre. Ebenso beschreibt das Stück aber auch, dass es in Ordnung ist, wie es sei und dass sie lerne damit klarzukommen.
Tu was du willst
In Tu was du willst hinterfragt sich Juno selbst, wie dumm sie gewesen sei, unbedingt an ihrem Ex-Partner festzuhalten. Sie habe die Hälfte ihrer Zeit mit ihm verbracht, trotzdem sei sie alleine gewesen. Obwohl ihr wenig Aufmerksamkeit entgegengebracht wurde, habe sie ihm mehr als sich selbst geglaubt und gehofft, dass er seine Versprechen einhält. Er verlässt sie schließlich und redet schlecht über Juno: „Du hast gesagt, deine Ex ist ’n Psycho ohne Grund“. Heute wisse sie, dass es andersrum gewesen sei. Inzwischen richte sie den Blickt nach vorne und ihr sei es egal, was der Ex-Partner mache. Er soll davonlaufen und machen was er will um glücklich sein, ohne das sie ihm in irgendeiner Form im Wege stehe.
Über Dich
Inhaltlich ist Über Dich die Fortsetzung zu Obsolet und beschreibt den Heilungsprozess nach einer noch nicht ganz verarbeiteten Trennung. Juno gab in einem Instagram-Beitrag zum Lied an, dass man es sich manchmal selbst erarbeiten müsse, um mit einer Liebesbeziehung abschließen zu können. Manchmal hieße das einfach, darin Frieden finden zu können, dass man aufrichtig gefühlt, gehandelt und geliebt habe und dass am Ende des Tages nichts was man hätte tun können irgendetwas hätte ändern können. Manchmal bedeute abschließen können, neue Menschen und neue Chancen in sein Leben kommen zu lassen, wieder Lieder hören zu können, ohne sie im „Klang der Stimme“ einer bestimmten Person zu hören oder wieder durch Straßen gehen zu können, die Jahre lang Erinnerungen aufgesogen hätten. Und manchmal wisse man erst, dass man über etwas hinweg sei, wenn Erinnerungen endlich nicht mehr unerträglich, sondern notwendig seien. Notwendig, um zu verstehen und jeden Tag mehr zu realisieren, was alles nicht der Rest des Lebens hätte sein sollen.
Lass mich los
Juno selbst beschrieb Lass mich los als einer ihrer „liebsten“ Lieder, die sie bis dato geschrieben habe. Es sei die Fortsetzung zu Obsolet und Über Dich, in der es um den „Abnabelungsprozess“ eines „Herzschmerzes“ ginge. In Lass mich los gehe es darum, dass man für sich selbst seine Grenzen erkannt oder definiert habe, diese kommuniziert und sage, bis hierhin und nicht weiter: „Du kannst meine Gefühle nicht mit Füßen treten und dann ein Jahr zu spät wieder versuchen sie zu kontrollieren, das geht so nicht“. Juno hoffe, dass das Lied anderen dabei helfe, ihre eigenen „Boundaries“ (englisch für „Grenzen“) zu definieren und diese klar kommunizieren zu können, wenn jemand zu weit gehe. Mit Zeilen wie: „Und das Ding ist, ich bin mir sicher, dass ich dich auch in zehn Jahr’n irgendwie noch lieb“ zeige sie zudem auch ihre „innere Zerrissenheit“ auf.
November
In November geht es darum, dass Juno eigentlich über ihren Ex-Partner hinweg ist, diese Beziehung schon Jahre zurückliegt und sie dachte, dass sie genügend Abstand zu ihm entwickelt hat, weil sie eigentlich nicht mehr an ihn denken muss. Obwohl sie einen neuen Partner an ihrer Seite hat, der ihr alle Ängste nimmt, muss sie jedoch im „November“ an ihren Ex-Partner denken. Ihr kommen die Gedanken, was er für ein Fehler war und das sie sich aus heutiger Sicht nicht für ihn entscheiden hätte. Allerdings traut sie sich nicht darüber zu sprechen, weil man denken könnte, dass sie noch Gefühle für ihn habe.
Normal fühlen
Wie der Titel erahnen lässt, geht es in Normal fühlen darum, dass Juno sich einfach normal fühlen will und keine Außenseiterin sein will. Weil sie nichts „verpassen“ will zwingt sie sich zu gesellschaftlichen Aktivitäten, obwohl es ihr inmitten der „glücklichen Menschen“ nicht gut geht. Sie tanzt zu Liedern, die sie nicht mag, redet mit Jungs, von denen sie nichts will und trinkt „Shots“, weil jeder einen nimmt, alles um sich „normal zu fühlen“. Sie hinterfragt sich selbst, ob sie das Problem sei und fasst den Gedanken einfach nur lange genug bleiben zu müssen und so zu tun als ob sie Spaß hätte, bis sie es selber Glaube.
99 Probleme
Das Lied 99 Probleme beschreibt die Angstzustände von Juno, die überhandnehmen. Selbst die „leichtesten Dinge“ seinen plötzlich „so schwer“. Juno gesteht nicht an Suizid zu denken, macht sich aber immer wieder Gedanken darüber, dass es in manchen alltäglichen Situationen einfach zu brenzligen Situationen kommen könne: „beide Hände auf der Herdplatte […] nur eine falsche Bewegung und ich lande im Gegenverkehr […] was, wenn ich unter Wasser einatme“. Sie stellt sich die Frage, was wäre, wenn sie es mal nicht heim schaffe, wann würde es jemand bemerken? Sie versucht sich einzureden, dass die Probleme irgendwann verschwinden, was sie nach langer Zeit aber selbst nicht glauben kann. Sie spricht vom Missbrauch von Serotonin und tätigt die Aussage: „Ich will nicht sterben, nur nicht aufwachen“.
Sommer, Sonne, Depression
In Sommer, Sonne, Depression geht es darum, dass man sich als Person zur Sommerzeit noch falscher vorkommt als sowieso, die Depressionen noch ausgeprägter seien, obwohl es einem eigentlich zu dieser Jahreszeit besser gehen sollte. Sie unterstreicht in dem Stück die Kontraste zwischen den dunklen Schatten einer Depression und der Positivität und Leichtigkeit des Sommers, was unter anderem durch Zeilen wie: „Ihr seht die Sonne und ich seh‘ den Sonnenbrand“ verbildlicht wird. Juno beschrieb es als kleine „Hyme“ für alle die schwitzen, weinen und das oft gleichzeitig.
Nur kurz glücklich
Nur kurz glücklich sei ein Lied, das Juno mehr bedeute als sie sagen könne. Es handele von „plötzlichen“ Selbstzweifeln und der Angst verletzt zu werden. Hintergrund sei, dass es ihr öfters als sie sich gestehen mag nicht gelinge, gute Dinge zu fühlen, sehen oder zu erleben, ohne zu glauben, es wäre bestimmt das letzte Mal. Ihr widerfahre das letzte Mal was gutes, bevor alles was ihr lieb sei zu Ende oder kaputt gehe. Bevor ihr auffalle, dass die nächste Katastrophe bereit stehe, um ihr eines besseren zu belehren. Das Stück entstand Anfang 2021, seitdem sei sie „krass dankbar“ dafür viel Gelegenheit gehabt zu haben, darüber zu sprechen und ihr „Glücklichsein“ wieder zu erlauben und Glück, noch so klein, kurz, oder sogar groß einfach dankbar anzunehmen. Vorgetragen wird Nur kurz glücklich in einer Art Selbstgespräch.
Ursprünglich war das Stück nicht als Duett gedacht, sondern als Soloversion exklusiv für dieses Album, Giesinger habe sich jedoch „sofort“ in den Zeilen wiedergefunden, vom ersten Ton an sei er „berührt“ gewesen und sang daraufhin spontan eine Demoversion dazu ein. Das Duett vereine ihre beiden Welten so „wunderschön“ und „mühelos“, dass schnell klar gewesen sei, dass wir ihn genauso rausbringen wollen. Als Freunde – nach über zehn Jahren – jetzt auch zusammen Musik zu machen, beschrieb Juno als „ultraschön“.
Es hat sich gelohnt
In Es hat sich gelohnt träumt Juno von einer Zukunft mit jemand neuem an ihrer Seite, jemand der sie liebt. Sie träumt von einer neuen Liebesbeziehung, aus der sie wieder Kraft schöpfen könne. Sie gesteht sich selbst, für den Fall, dass sie sich „täuschen“ und es nicht sein solle, werde sie das was sie gerade fühle nicht bereuen. Es habe sich gelohnt sich diese Gedanken gemacht und davon geträumt zu haben.
Plot Twist
Plot Twist beschreibt die Situation, dass Juno eigentlich an keiner Liebesbeziehung mehr interessiert gewesen sei, sie damit abgeschlossen habe, doch plötzlich jemand in ihr Leben trat, dessen Liebe ihr „Plot Twist“ (englisch für „Handlungswechsel“) gewesen sei. Aus „Selbstsabotage“ ist sie selbst noch zurückhaltend und suche immer wieder nach Drama und Tränen, alles andere sei langweilig, doch er mache es ihr „so leicht“ nicht mehr zu denken, ein schwieriger Mensch zu sein. Sie könne nicht glauben, was er in ihr sehe, wenn sie nur in seinen Armen liege. Sie habe das nicht kommen gesehen und will, dass es nie mehr gehe.
Vermisse gar nichts
In Vermisse gar nichts beschreibt Juno, wie verliebt und glücklich sie damit sei. Sie fühle sich wieder wie 16, kann nicht aufhören ihn anzusehen, vergisst die Zeit, schaut für ihn zum „zehnten Mal“ Friends an, sie hänge an seinen Lippen, egal was er erzählt und begleitet ihn zum Rauchen nach draußen, auch wenn ihr kalt ist. Sie habe das so lange nicht mehr erlebt und fast vergessen wie das gehe. Normalerweise sei immer irgendetwas gewesen, das ihr den Kopf zerbrochen habe. Seitdem er da ist, vermisse sie „gerade“ nichts mehr.
Du fändest es schön
Juno beschrieb Du fändest es schön als „gefühlt“ beziehungsweise „im allerbesten Sinne“ recht fern von ihrer Komfortzone. Das Lied sei „leicht“ und mache „spaß“ – hoffe sie. Man möge es kaum Glauben, aber das Stück sei „sehr positiv“ und sie hoffe das es ebenso „beflügelnd“ sei. Sie richte sich in dem Lied zugleich an ihr jüngeres Ich, als auch an das Ich im Hier und Jetzt. Juno selbst gab an, dass das Lied voller Worte sei, die sie sich selbst sagen würde. Wenn sie zurück in die Vergangenheit reisen könnte, würde sie ihrem 16-jährigen Ich sagen: „Ich habe die Zukunft gesehen. Glaube mir, es kommt alles nicht so schlimm, wie du es dir ausmalst. Und ich bin sicher, wenn du es jetzt schon sehen könntest, du fändest es schön. Es ist zwar nicht alles immer perfekt in allen Bereichen, zu jeder Zeit; und vieles braucht Zeit und es wird auch nicht immer alles automatisch okay, aber es wird einfacher mit schwierigen Situationen umzugehen. Und ich bin sicher, du fändest es schön.“

## Singleauskopplungen
Aus dem Album wurden vorab sieben Singles veröffentlicht sowie eine nach der Albumveröffentlichung. Keine der Singles schaffte den Sprung in die offiziellen Singlecharts. Den größten kommerziellen Erfolg erreichte Nur kurz glücklich, das in der Chartwoche vom 22. Oktober 2021 Rang acht der deutschen Single-Trend-Charts erreichte und damit nur knapp die Singlecharts verfehlte. Darüber hinaus platzierte sich Nur kurz glücklich auf Rang 37 der deutschen Downloadcharts. Die Singles Obsolet (Rang: 54), Lass mich los (Rang: 50) und Tu was du willst (Rang: 73) konnten sich in den iTunes-Tagesauswertungen platzieren. Darüber hinaus erschien am Tag der Albumveröffentlichung ein Lyrikvideo zu 99 Probleme.
Obsolet
Das Lied wurde als erste Singleauskopplung aus dem Album und der EP Bevor ich dich vergesse veröffentlicht. Es erschien als Einzeltrack zum Download und Streaming am 21. August 2020. Das Frontcover zu Obsolet zeigt Juno, die auf einem Rasen, mit angewinkelten beziehungsweise überschlagenen Beinen sitzt, und ihr rechtes, stehendes Bein mit ihren Armen umschließt. Einen ersten Hinweis zum Titel gab Juno auf ihrem Instagram-Profil am 16. August 2020, in dem sie die Bedeutung von „obsolet“ erklärte und mit der Liedzeile: „Gestern hat es noch die Welt bedeutet und heute ist es so obsolet“ ein Beispiel bildete. Zwei Tage später gab sie den 21. August 2020 als Veröffentlichungsdatum bekannt. Am 1. Januar 2022 erschien separat die Akustikversion des Liedes als Einzeltrack-Single zum Download und Streaming.
Für Obsolet erschienen zwei offizielle Musikvideos. Zunächst feierte ein Lyrikvideo seine Premiere auf YouTube am 22. August 2020. Dieses zeigt, wie typischerweise für Lyrikvideos, immer die aktuellen Textzeilen im Vordergrund. Im Hintergrund sind unter anderem, zum Text passende, Grafiken und Karikaturen oder auch Bilder und Videoaufnahmen von Juno zu sehen. Einige Aufnahmen entstanden beispielsweise in der Mainzer Straße in Berlin-Friedrichshain. Das Besondere bei dem Video ist das Intro, in dem Juno eine Sprachnachricht an ihren Partner hinterlässt, die auf dem Album nicht zu finden ist. Die Nachricht lautet: „No, I’m Still Up. Still watching stupid, creepy stuff. I shouldn’t be watching at this time. And I wish you were here. But you … go have a great day over there. And we’re just gonna speak later when I wake up, yeah? I love you lots. Tschüssi.“ (englisch für „Nein, ich bin immer noch wach. Ich schaue immer noch dummes, gruseliges Zeug. Ich sollte sowas nicht zu dieser Zeit schauen. Und ich wünschte du wärst hier. Aber du … hab dort einen schönen Tag. Wir werden einfach später sprechen, wenn ich aufgestanden bin, ja? Ich habe dich sehr lieb. Tschüssi.“) Als Antwort von ihrem Partner bekam Juno folgende Nachricht: „Hey. I also wish I was there with you. But you know what? We’ve got all the time in the world for that, and that’s possibly the most exciting thing ever.“ (englisch für „Hallo. Ich wünschte auch, ich wäre bei dir. Aber weißt du was? Dafür haben wir alle Zeit der Welt und das ist möglicherweise das Aufregendste, was es je gab.“) Die Gesamtlänge des Videos beträgt 3:40 Minuten. Regie führte Juno selbst. Das zweite reguläre Musikvideo wurde ebenfalls in Berlin gedreht und feierte acht Tage später, am 30. August 2020, seine Premiere auf YouTube. Während der ersten Hälfte des Videos sieht man Juno bei zwei Therapiesitzungen mit ihrem Psychiater (gespielt von Ecki Hoffmann). Gegen Mitte des Videos sieht man sie auf einer Party, inmitten anderer Gäste, von denen sie nicht beachtet wird, weil diese bereits untereinander in Gespräche verwickelt sind. Gegen Ende sieht man immer wieder abwechselnd Szenen von Juno, die in der Nacht mit ihrem Wagen auf einem Parkplatz stehen bleibt, aussteigt und bis zum Morgengrauen vor dem Wagen sitzt sowie weitere Szenen beim Psychiater. Das Video endet mit Juno, die am Morgen wieder im Wagen sitzt, ihr Handy zu Boden wirft und wegfährt. Die Gesamtlänge des Videos beträgt 3:25 Minuten. Regie führte Marvin Ströter, die Idee stammt von Juno selbst und ihrer Managerin Britta Ostermann.
Über Dich
Das Lied wurde als zweite Singleauskopplung aus dem Album und der EP Bevor ich dich vergesse veröffentlicht. Diese erschien als digitaler Einzeltrack zum Download und Streaming am 18. November 2020. Juno selbst kündigte die Single erstmals am 15. November 2020 über Instagram an. Auf dem Frontcover der Single ist Juno zu sehen, die per Schulterblick in Richtung des Betrachters schaut.
Das Musikvideo zu Über Dich feierte am 6. Dezember 2020 seine Premiere auf YouTube. Zu sehen ist Juno, die sich in einem anscheinlich runtergekommen Raum mit Sofa und Sessel aufhält, während sie das Lied singt. Teilweise werden auf ihr beziehungsweise an die Wände Textzeilen projiziert. In einer Szene sitzt Juno mit nacktem Oberkörper auf einem Stuhl, mit dem Rücken zur Kamera, während auf ihrem Rücken Szenen ihres eigenen Gesichts, beim Singen des Liedes, zu sehen sind. Die Gesamtlänge des Videos beträgt 3:19 Minuten. Regie führte Danny Jungslund.
Lass mich los
Das Lied wurde als dritte Singleauskopplung aus der EP veröffentlicht. Diese erschien als digitaler Einzeltrack zum Download und Streaming am 12. Februar 2021. Etwa einen Monat nach der Erstveröffentlichung, erschien am 5. März 2021 eine Singleausführung mit einer Pianoversion des Liedes. Diese erschien ebenfalls als digitaler Einzeltrack zum Download und Streaming. Juno verriet die Singleveröffentlichung erstmals am 8. Februar 2021 mit den Worten: „Freitag. this one’s gonna hurt“ (englisch für „Freitag, das wird weh tun“). Beide Singleversionen verfügen über das gleiche Frontcover. Es zeigt lediglich ein Porträt von Juno. Während das Cover der Originalversion farbig gestaltet ist, ist das der Pianoversion in schwarz-weiß.
Zu Lass mich los wurden zwei offizielle Videos gedreht. Zunächst feierte das Original seine Premiere am 14. Februar 2021. Es beginnt mit Juno, die alleine Zeit auf dem Bett in ihrem Motel-Zimmer verbringt. Nach einiger Zeit erhält sie eine WhatsApp-Nachricht, worauf sie sich auf dem Weg zu einem Diner macht. Dort sitzt sie zunächst auch wieder alleine mit einem Milchshake. Plötzlich sitzt sich Juno selbst mit ihrem Ex-Freund (gespielt von Kai Krüger), beim rumalbern, gegenüber. Während dem Rumalbern schenkt ihr die Dublette einen kurzen bösen Blick. Juno schaut den beiden kurz zu, ehe sie das Diner wieder verlässt. Zurück am Motel angekommen, wartet ihr Ex-Freund auf sie. Er sucht das Gespräch, aber Juno lässt ihn nur vor der Tür stehen. Sie selbst bleibt auch hinter der Tür stehen, bis er plötzlich vor ihr im Zimmer steht. Juno stürmt an ihm vorbei und während er erneut das Gespräch sucht, packt sie ihre Tasche und geht. Das Video endet mit Krüger, der traurig auf dem Bett zurückbleibt. Als er sich zurückfallen lässt, entdeckt er einen Game Boy. Beim Anschalten zeigt dieser nach dem Startbildschirm die Worte: „Fuck You“ (englisch für „Fick dich“) an. Die Gesamtlänge des Videos beträgt 3:55 Minuten. Das zweite Video wurde zur „Pianoversion“ gedreht und feierte am 5. März 2021 seine Premiere. Es zeigt lediglich Juno, die sich alleine in einem Hotelraum aufhält. Regie beider Videos führte Marvin Ströter, die Idee stammt von Juno selbst und ihrer Managerin Britta Ostermann. Bis Mai 2025 zählten beide Musikvideo über 1,5 Millionen Aufrufe auf YouTube.
Tu was du willst
Tu was du willst ist die vierte Singleauskopplung sowie die einzige aus der vorher erschienenen EP She Inspired Me. Sie erschien am 2. Juni 2021 als Einzeltrack zum Download und Streaming. Einen Monat später, am 2. Juli 2021, erschien eine erweiterte 2-Track-Single, die eine Akustikversion des Liedes beinhaltet. Angekündigt wurde die Auskopplung von Juno selbst am 30. Mai 2021 über ihren Instagram-Kanal. Dabei präsentierte sie auch erstmals das Coverbild. Dieses zeigt Juno Brustaufwärts, während sie einen karierten Blazer trägt und den Blick in Richtung des Betrachters gerichtet hat. Das Cover zur Akustikversion ist dasselbe in schwarz-weiß. Die Fotografie stammt von Jungslund.
Das dazugehörige Musikvideo wurde in Berlin gedreht und feierte am 6. Juni 2021 seine Premiere auf YouTube. Es zeigt den Tagesverlauf eines Mannes (gespielt von Matthias Roll), der durch diverse egoistische Verhaltensweisen aufmerksam wird. Die verschiedenen Opferrollen werden von Juno verkörpert. Das Video beginnt mit Roll, der seiner Partnerin zunächst die Bettdecke klaut, das Bad besetzt, sich das Essen der Partnerin schnappt und überhastet die Wohnung verlässt. Juno, seine Partnerin, stellt zwischenzeitlich einen „Happy-Anniversary-Kuchen“ kalt. Im weiteren Verlauf schnappt er einem kleinen Mädchen ein Teilchen weg, rasst durch einen Taubenschwarm am Potsdamer Platz, touchiert mit dem Fahrrad eine Passantin, drängt sich in einem Restaurant vor, bittet andere Restaurantbesucher still zu sein um telefonieren zu können, lässt seine Begleitung wegen des Telefonts sitzen, klemmt seinen Strafzettel an einen anderen Wagen und klaut einer anderen Autofahrerin den Parkplatz. Das Video endet mit Roll, der wieder zu Hause ist und von seiner Partnerin einen Kuss verlangt, doch Juno schlägt ihm nur den Kuchen ins Gesicht. Die Idee des Videos stammt von Juno selbst und ihrer Managerin Britta Ostermann. Regie führte, wie schon bei Obsolet und Lass mich los, erneut der Wuppertaler Marvin Ströter.
Sommer, Sonne, Depression
Bei Sommer, Sonne, Depression handelt es sich um die fünfte Singleauskopplung des Albums, die als Einzeltrack zum Streaming am 30. Juli 2021 erschien. Angekündigt hat Juno die Single erstmals am Sonntag vor der Veröffentlichung, dem 25. Juli 2021. Das Coverbild zeigt Juno, die auf einem Tennisplatz liegt.
Zu Sommer, Sonne, Depression erschienen zwei offizielle Musikvideos. Zunächst wurde ein Lyrikvideo gedreht, das am 30. Juli 2021 seine Premiere hatte. Dies zeigt Juno, die auf einem Parkettboden liegt und von einer Lichtershow begleitet wird, während am unteren Ende der Liedtext eingeblendet wird. Das Video stammt von Juno selbst. Das eigentliche Video, das nach der Idee von Juno von Ströter gedreht wurde, feierte schließlich am 26. August 2021 Premiere. Dieses zeigt Juno, die gegen Nachmittag von ihrer Bekannten Jenny Schneider zu einer „Poolparty“ eingeladen wird, bei der die am Abend auch ein Konzert gibt. Während des gesamten Tages wird sie von einer schwarzen Gestalt als Zeichen ihrer Depression, mit Ähnlichkeiten zum Sensenmann, begleitet beziehungsweise verfolgt. Das Video endet mit Juno und der Person an einer Bushaltestelle. Während die Person in den Bus einsteigt, bleibt Juno an der Station sitzen und scheint sichtlich erleichtert.
Nur kurz glücklich
Die sechste Singleauskopplung Nur kurz glücklich erschien am 15. Oktober 2021 als 2-Track-Single zum Streaming. Hierbei handelt es sich um die erste Singleveröffentlichung, die Juno als Leadmusikerin mit jemand anderem aufgenommen hat. Als B-Seite beinhaltet die Single das Lied November. Wie bei Sommer, Sonne, Depression verkündete Juno die Auskopplung am Sonntag vor der Veröffentlichung, am 10. Oktober 2021. Auf dem Frontcover sieht man Juno und Giesinger, die Kopf-an-Kopf auf dem Boden eines Holzbodens liegen.
Das Musikvideo zu Nur kurz glücklich wurde am 15. Oktober 2021 auf YouTube veröffentlicht. Es zeigt Juno und Giesinger, die Teil einer Therapiesitzung mit vier weiteren Personen sind. Zu Beginn steht Juno im Fokus, die den Anschein macht, von ihrem Problemen zu berichten. Später tritt Giesinger in den Vordergrund, der wiederum so wirkt, als sei er der Therapeut. Nach einiger Zeit erheben sich beide plötzlich von ihren Stühlen und sie stehen sich alleine inmitten eines Raumes voll Pflanzen gegenüber. Am Ende setzten sich beide wieder auf ihre Stühle und sind plötzlich wieder als Teil der Therapiegruppe zu sehen.
November (Akustik)
Als siebte Single wurde November ausgekoppelt. Nachdem das Stück bereits in seiner Originalfassung als B-Seite der vorangegangenen Single Nur kurz glücklich erschien, wurde als eigenständige Single die Akustikversion mit der österreichischen Sängerin Esther Graf veröffentlicht. Diese erschien als Einzeltrack zum Download und Streaming am 28. November 2021. Das Cover zeigt Graf und Juno, die jeweils als Einzelporträts nebeneinander zu sehen sind. Es handelt sich dabei um Screenshots die aus einem Videodreh zur Akustikversion entstanden sind. Dieses wiederum zeigt lediglich die beiden Sängerin, die das Lied live in einer akustischen Version darbieten. Bereits am 15. Oktober 2021, mit der Veröffentlichung als B-Seite von Nur kurz glücklich, erschien ein Lyrikvideo. Dieses zeigt den Verlauf eines Waldweges bei leichtem Nebel, während in der Mitte der Liedtext eingeblendet wird.
Normal fühlen (Akustik)
Als achte und letzte Single erschien die Akustikversion zu Normal fühlen, die Juno mit dem an der Albumproduktion beteiligten Alex Lys aufnahm. Wie viele seiner Vorgänger erschien diese ebenfalls als Einzeltrack zum Download und Streaming am 8. Juli 2022. Das Frontcover besteht aus dem gleichen Artwork, wie das der vorangegangenen Single November (Akustik), jedoch ist auf der linken Seite Alex Lys zu sehen. Die Fotos des Artworks entstammen ebenfalls aus dem Musikvideo hierzu. Auch dieses Video zeigt lediglich Juno und Lys, begleitet von zwei Musikern, die nebeneinander stehend das Lied in einer akustischen Version singen.

## Tourneen
Zwischen dem 7. Juni 2022 und dem 7. Juli 2022 ging Juno mit ihrer Liveband, bestehend aus den Stammmitgliedern Joschka Bender (Gitarre), Sebastian Henzl (Keyboard) und Benjamin Scheufler (Schlagzeug) sowie dem Bassisten Marco Lesche, auf ihre Besser kann ich es nicht erklären Tour. Es war die größte Liveband seit ihrer The Unknown Tour. Die Tour, die eigentlich schon 2020 mit sechs Konzerten stattfinden sollte, wurde aufgrund der COVID-19-Pandemie dreimal verschoben. Im Zuge der Verschiebungen wurde die Tour auf neun Konzerte erweitert, einige Lokalitäten mussten gewechselt werden. Nach der Tour wurde bekannt, dass alle Konzerte ausverkauft gewesen seien. Im Vorprogramm spielten der deutsche Singer-Songwriter Gregor Hägele sowie die deutsche Popsängerin Marie Bothmer.
Bei den Konzerten präsentierte Juno zusammen mit ihrer Begleitband 17 unterschiedliche Titel. Das Repertoire bestand, neben einer Akustikdarbietung, aus einem popmusikalischen Set. Die Setlist bestand überwiegend aus Stücken Besser kann ich es nicht erklären sowie einigen älteren Veröffentlichungen. Aus dem Präsentationsalbum spielte Juno mit Ausnahme des Titels Plot Twist alle Lieder.
Von Juni bis August 2023 ging Juno mit dem Album nochmals auf eine kleine Festivaltour. Die Sommer, Sonne, Festivals 2023 führte sie dabei auf fünf Festivals, darunter die Kieler Woche, das Deichbrand oder auch das Open Flair.

## Mitwirkende
Albumproduktion
- Steven Bashir: Komponist (Lieder: 2, 5, 8, 11, 14), Liedtexter (Lieder: 2, 5, 8, 11, 14)
- Joschka Bender: Gitarre (Lieder: 3–4, 6–7, 9–10, 12–13, 15), Keyboard (Lieder: 3–4, 6–7, 9–10, 12–13, 15), Komponist (Lieder: 4, 6–7, 9–10, 13, 15), Liedtexter (Lieder: 4, 6–7, 9–10, 13, 15), Musikproduzent (Lieder: 3–4, 6–7, 9–10, 12–13, 15), Programmierung (Lieder: 3–4, 6–7, 9–10, 12–13, 15), Tonmeister (Lieder: 3–4, 6–7, 9–10, 12–13, 15)
- Carlo Caduff: Schlagzeug (Lied 1)
- Yunus „Kingsize“ Cimen: Abmischung (Lieder: 1–2, 5–6, 8, 11, 14–15)
- Björn Edelmann: Mastering (Lied 7)
- Michael Geldreich: Piano (Lied 11)
- Max Giesinger: Gesang (Lied 11), Komponist (Lieder: 3, 11), Liedtexter (Lieder: 3, 11)
- Esther Graf: Gesang (Lied 17)
- Steffen Graef: Keyboard (Lieder: 3, 12), Komponist (Lieder: 3, 12), Liedtexter (Lieder: 3, 12), Musikproduzent (Lieder: 3, 12), Programmierung (Lied 12), Tonmeister (Lieder: 3, 12)
- Matthias Heising: Gitarre (Lied 13), Keyboard (Lied 13)
- Madeline Juno: Gesang (Lieder: 1–15), Komponist (Lieder: 1–15), Liedtexter (Lieder: 1–15), Musikproduzent (Lied 1), Programmierung (Lied 1), Tonmeister (Lied 1)
- Alexander Knolle (Alex Lys): Gesang (Lied 18), Gitarre (Lieder: 2, 5, 8, 11, 14), Instrumentalist (Lied 11), Keyboard (Lieder: 2, 5, 8, 14), Komponist (Lieder: 2, 5, 8, 11, 14), Liedtexter (Lieder: 2, 5, 8, 11, 14), Musikproduzent (Lieder: 2, 5, 8, 11, 14), Programmierung (Lieder: 2, 5, 8, 11, 14), Tonmeister (Lieder: 2, 5, 8, 11, 14)
- Horst Koerner: Tontechniker (Lied 4)
- Marco Lesche: Abmischung-Assistenz (Lied 1), Gitarre (Lied 1), Keyboard (Lied 1), Musikproduzent (Lied 1), Programmierung (Lied 1), Tonmeister (Lied 1)
- Ludwig Maier: Mastering (Lieder: 1–15)
- Ralf Christian Mayer: Abmischung (Lieder: 3–4, 7, 9–10, 12–13)
- Klaus Sahm: Keyboard (Lied 1), Komponist (Lied 3), Liedtexter (Lied 3)
- Hanni Schäfer: Komponist (Lied 12), Liedtexter (Lied 12)
- Wieland Stahnecker (Blinker): Komponist (Lieder: 4, 6–7, 9–10, 13, 15), Liedtexter (Lieder: 4, 6–7, 9–10, 13, 15)
- Theresa Stark: Schlagzeug (Lied 12)
- Wilhelmine: Gesang (Lied 21)

Artwork
- Max Binski: Artwork
- Danny Jungslund: Fotograf
- Simon Stöckl: Fotograf

Unternehmen
- BMG Rights Management: Verlag (Lied 3–4, 6–7, 9–13, 15)
- Budde Music: Verlag (Lieder: 2, 5, 8, 11, 14)
- Edition Novemberkind: Verlag (Lieder: 2, 5, 8, 11, 14)
- GKG Mastering: Mastering (Lieder: 1–15)
- Embassy of Music: Musiklabel (Lieder: 1–15)
- Novemberkind Studio, Berlin: Tonstudio (Lied 11)
- Peermusic: Verlag (Lied 3)
- Reiseleiter Musikverlag: Verlag (Lieder: 3, 12)
- Sony/ATV: Verlag (Lieder: 2, 5, 8, 11, 14)
- Tonpool: Vertrieb (Lieder: 1–15)
- Universal Music Publishing: Verlag (Lieder: 1–15)

## Rezeption

### Rezensionen
- Arne Lehrke von Plattentests.de vergab drei von zehn Punkten für das Album und beschrieb es als eher kalten Stein im Geröllhaufen deutschsprachiger Popmusik. Das liege in erster Linie daran, dass das Texten so „dermaßen“ bieder sei, dass man einen Bausparvertrag unterschreiben wolle. Die Melodien seien bestenfalls uninspiriert, die Produktionen aalglatt, sodass sie keine Chance haben würden, sich festzusetzen. November beispielsweise täusche kurz einen rockigen Klimmzug an, nur um dann kraft- und hilflos an der Stange zu hängen. Jedes Mal versuche sich an einer Klavierballade, aber würde nicht mal den Talentwettbewerb der Oberstufe des „Max-Mustermann-Gymnasiums“ gewinnen. Selbst die Titelliste lese sich wie eine „Foto-Lovestory“. Dabei finde man neben dem „omnipräsenten“ Trennungsschmerz auch ein „bemerkenswert“ offener Umgang mit Depressionen. Tatsächlich seien manche der Zeilen das, was junge Menschen „relatable“ nennen, wenn Symptome gegoogelt werden oder Juno sich trotzig das Herz lieber mit Teer auffüllen lasse.

Als „Highlight“ hob Lehrke Über Dich hervor, während er den Auftritt von Giesinger als „durchaus gelungen“ bezeichnete, auch wenn man hier „80 Millionen Meilen“ von einem artverwandten Exile von Taylor Swift entfernt sei. Das mehr oder weniger „subtile Verorten“ der Geschichten in Berlin, dem Sodom und Gomorra aus den Albträumen besorgter Eltern, wirke in Junos Händen harmloser und langweiliger als jedes Osterfeuer auf dem Dorf. Die „ausgelutschte“ Idee, sich an ihr jüngeres Ich zu wenden und rührselig klarzumachen, dass es ihr heute sehr viel besser gehe, ist für ihre eigene Biografie sicher ein stolzer Meilenstein. Ironischerweise beschreibe sie darin selbst, wie die Erde sich trotz allem weiter drehe. Mit dem Stück verhalte es sich wie mit dem Rest der Platte: „Für sie ist dieses Album sicher die Welt, aber für die Welt ist es nur ein weiteres Album unter vielen.“
- Matthias Reichel von CDStarts bewertete das Album mit 6,5 von zehn Punkten. In der Popmusik gehöre es zu den großen „Königsdisziplinen“, anderen Menschen ein selbsttherapeutisches Album so schmackhaft zu machen, dass die verarbeiteten Gefühle auf der Gegenseite eine positive Reaktion und kein „verschämtes Wegducken“ erzeugen würden. Taylor Swift beherrsche diese Kunst zum Beispiel perfekt, ihre „Liebesdramen“ in Liedern zu verpacken, die man sich trotz der geballten „Herz-Schmerz-Dramatik“ gerne anhöre. Einen ähnlichen Ansatz verfolge Juno, die einen „Seelenstriptease“ sondergleichen hinlege, den sie allerdings in „eingängige“ und „moderne“ Strukturen verpacke und damit einen weiten Bogen um „weinerlichen Befindlichkeitspop“ mache. Wer angesichts von Themen wie Trauer, Ängste und Selbstzweifel nach „Walgesängen“ á la Sigur Rós und Coldplay suche, liege mit diesem Album falsch. Und das sei auch gut so, schließlich gehe das Leben ja weiter. Deshalb sperre Juno „rührselige Balladen“ bis auf Jedes Mal und Nur kurz glücklich fast vollständig aus und zeige den Abgründen der Liebe mit treibenden Liedern wie Obsolet, Sommer, Sonne, Depression oder Vermisse gar nichts lieber den Stinkefinger. Dazu bediene sie sich einer lockeren Sprache, die auf blöde Reime verzichte und in einer Erzählform zuhause sei, der man gerne zuhöre. Sehr viel mehr müsse Popmusik auch nicht können. Als „Anspieltipps“ hob Reichel die Lieder 99 Probleme, Lass mich los, Neukölln, November und Obsolet hervor.[41]

- Annika Feldmann vom Online-Magazin laut.de vergab drei von fünf Sternen. Sie ist der Meinung das Junos „innere Zerrissenheit“ mit „schöner Stimme“ dargeboten werde. Das Album bringe die Bandbreite möglicher Reaktionen auf ein ganz anderes Level. Auf einer „Gefühlsskala“ von -20°C bis „Pipi in den Augen“ sei alles möglich. Juno gebe thematisch ihrer Depression und Angst einen Raum, indem sie nüchtern, aber treffend und greifbar darüber spriche, was sie umtreibt. Die Produktion bezeichnet Feldmann als „poppig-clean“. Den „Opener“ beschrieb sie als „hallig-atmosphärisch“ mit „Prinz-Pi-Vibes“ im Refrain. Jedes Mal wirke inhaltlich etwas widersprüchlich, wodurch die Authentizität ein wenig „flöten“ gehe. Die Single Lass mich los verfüge über „melancholischen“ E-Gitarren und treibendem „Pop-Beat“ mit „NDW-Synthies“. Bei Tu was du willst zieht Feldmann vergleiche zu 2raumwohnung, sowohl textlich („36°C aber eiskalt“) als auch produktions-technisch mit seinem „breiten Beat“, den Synthies und vor allem dem Begleitgesang. Eine große Stärke sei Junos auf eine „außergewöhnlich-schöne“ Art „nasal-klingende“ Stimme, die in den reduzierten Passagen im Vordergrund stehe, wie zum Beispiel der „halb geflüstert-gesprochenen“ Bridge.

Die letzten vier Titel würden einen „holzig-bassigen“ Plot Twist markieren. In Es hat sich gelohnt träume Juno von einer neuen stärkenden Beziehung, bevor sie ihrem elf Jahre jüngeren Ich einen Abriss der aktuellen Situation gebe und versichere, dass alles besser werde. Verpackt in treibende „Gute-Laune-Beats“, die wohl ein motivierendes „Blick-nach-vorn-Gefühl“ am Ende des Albums hinterlassen solle. Sie würden aber eher vor sich hin plätschern, nachdem Juno auf den vorherigen zwei Dritteln des Albums „deepen“ Herzschmerz, psychische Erkrankungen und Probleme seziert habe. An vielen Stellen habe man das Gefühl, dass Juno einer gewissen „Klischee-Pop-Vorlage“ entsprechen wolle oder solle, etwa Nur Kurz Glücklich, die „klischeehaften“ Einwürfe in Über Dich oder dem ähnlichen Aufbau in einem Großteil der Songs: „reduzierte Bridge und dann noch mal alles geben“. Alles in allem überrasche das Album aber an einigen Stellen, besonders dort, wo Juno sich auf „clevere Art“ vom „Schnittmuster“ löse.

### Charts und Chartplatzierungen
Besser kann ich es nicht erklären stieg erstmals am 21. Januar 2022 auf Platz sechs der deutschen Albumcharts ein und erreichte dabei auch seine Höchstplatzierung. In der Folgewoche war das Album nicht mehr in den Charts vertreten. Nach der Veröffentlichung als Vinylplatte stieg das Album nochmals für eine Woche in die Charts ein und belegte dabei Rang 56 am 29. Juli 2022. In den Midweekcharts der ersten Verkaufswoche erreichte das Album noch Rang vier. Darüber hinaus platzierte sich das Album auf Rang drei der deutschsprachigen Albumcharts, wo es sich lediglich Matthias (Matthias Reim) und dem Spitzenreiter Große Freiheit (Gzuz) geschlagen geben musste, sowie Rang vier der Downloadcharts.
Juno erreichte mit Besser kann ich es nicht erklären zum fünften Mal die deutschen Albumcharts sowie erstmals die Top 10. Damit löste es ihr Debütalbum The Unknown (Rang: 24) als bis dato bestes platziertes Chartalbum ab.